# O Analista de Taras Deliciosas
O Analista de Taras Deliciosas é um filme brasileiro de sexo explícito realizado na Boca do Lixo de São Paulo em 1984 e dirigido por Fauzi Mansur

## Sinopse
Paródia do seriado americano A Ilha da Fantasia. Aqui o Dr. Moss realiza as mais variadas fantasias sexuais de seus visitantes.

## Elenco
- Alan Fontaine... Dr. Moss
- Anão Chumbinho
- Ronaldo Amaral
- Meire Belacosa
- Oswaldo Cirillo
- Eliane Gabarron
- Walter Gabarron
- Oasis Minniti
- Carlos Nascimento
- Pedro Terra